# Franela
Para «Franela (práctica sexual)», véase Magreo.

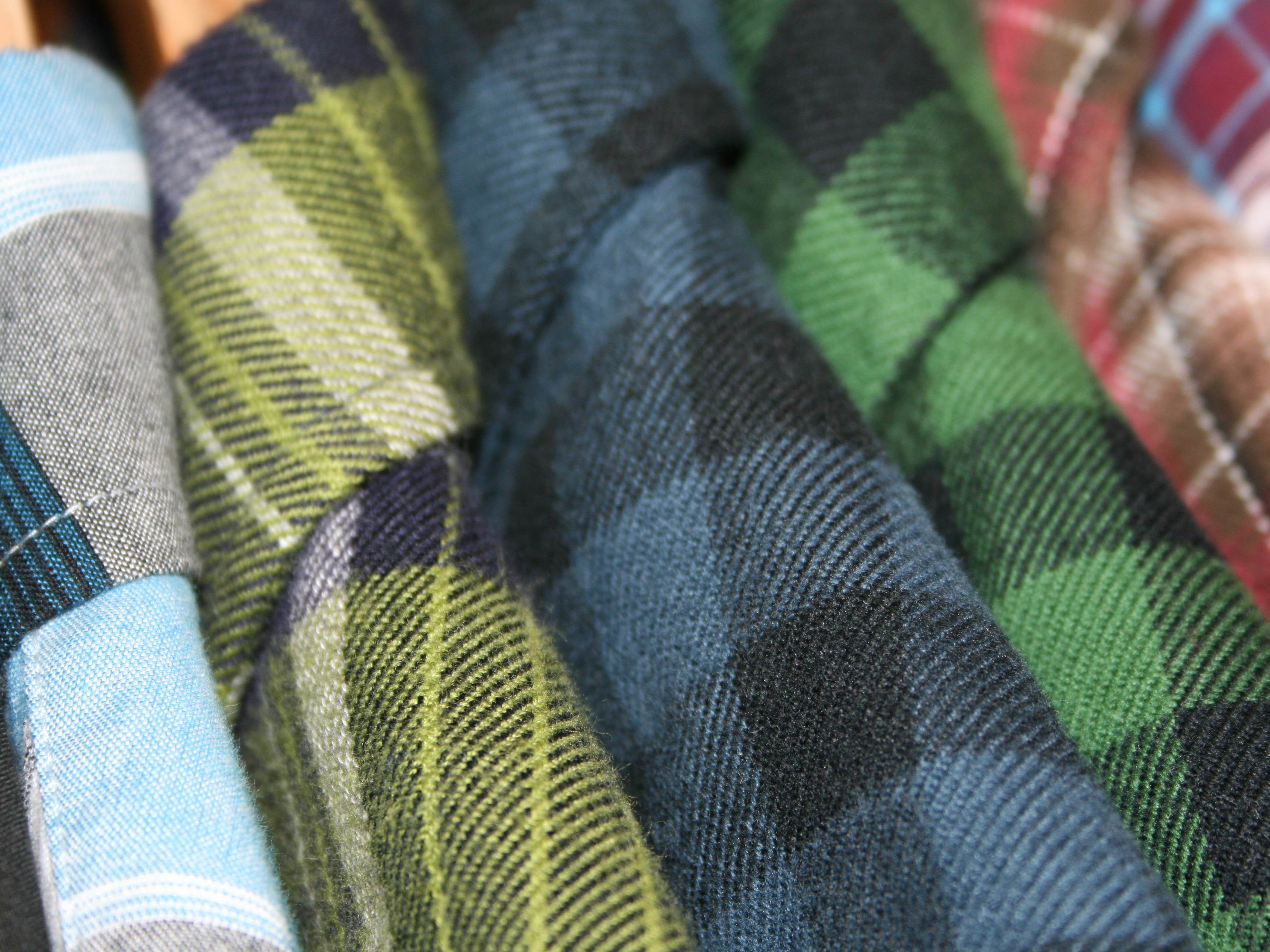
Franela

La franela es un tejido suave, de varios tipos de calidades, que ha sufrido un proceso de cepillado, esto es, un proceso mecánico donde unas finas púas de metal cepillan la tela para extraer fibras finas. 
Típicamente, las franelas pueden ser de uno o doble lado dependiendo de si han sido cepilladas en ambos lados. Originalmente las franelas estaban hechas de lana, pero ahora es más frecuente verlas hechas de algodón, o fibras sintéticas.

## Usos históricos
La tela de franela primero fue utilizada para hacer ropa de abrigo para combatir el frío del invierno. Como el uso de esta tela se hizo muy conocido, la lana caliente se utilizó para hacer los uniformes de béisbol y fútbol. El calor y la duración de la tela fue apreciada por los obreros, en particular los agricultores, leñadores, y otras personas que trabajan al aire libre. Camisas, chaquetas, pantalones y ropa interior de franela fueron prendas de vestir relativamente populares entre obreros y empleados durante los siglos XIX y XX.
Asimismo, las sábanas térmicas suelen ser sábanas de franela, junto a las de pirineo, coralina y microlina. Dentro de las sábanas de franela, podemos diferenciar las fabricadas a partir de una tela base de algodón o de microfibras.
Las camisas fabricadas con este material se popularizaron en la década de 1990 a partir de la explosión del grunge, un estilo de rock que surgió en el noroeste de Estados Unidos en la década de 1980 y que se hizo popular en los 90, cuyos intérpretes utilizaron dichas prendas y las convirtieron en una especie de símbolo de su forma de vestir.